# Chiesa rurale

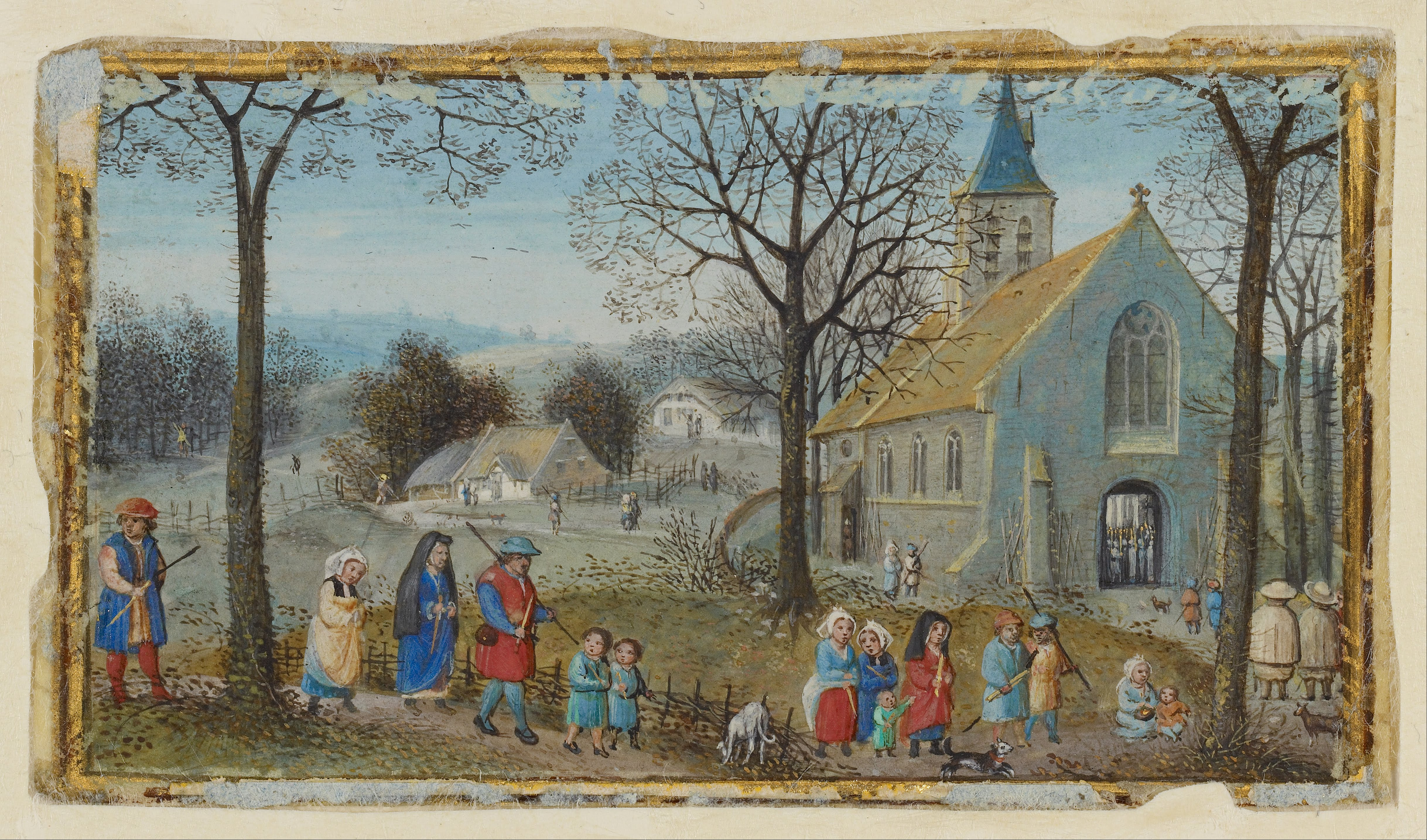
Simon Bening, Villagers on Their Way to Church, ca. 1550

 Una chiesa rurale era una istituzione tipica del Medioevo, finanziata o da un vescovo o da un feudatario che serviva a diffondere il culto cristiano nelle campagne. Chiese rurali con diritti parrocchiali sorsero un po' in tutte le campagne europee intorno dal X al XII secolo, e raggiunsero pienamente il loro scopo facendo dell'Europa medievale un continente cristianizzato.
Un difetto di questa rapida diffusione fu tuttavia il persistere di antiche superstizioni e di una spiritualità superficiale dominata dal bigottismo.